# Кузьмино (Кичменгско-Городецкий район)
Кузьмино — деревня в Кичменгско-Городецком районе Вологодской области.
Входит в состав Кичменгского сельского поселения, с точки зрения административно-территориального деления — в Кичменгский сельсовет.
Расстояние по автодороге до районного центра Кичменгского Городка составляет 10 км, до центра муниципального образования Кичменгского Городка — 10 км. Ближайшие населённые пункты — Судническая Гора, Красавино-1, Недуброво.

## Палеонтология
В отложениях раннего триасового периода (нижнеиндский подъярус) Кузьмино обнаружена окаменелость темноспондильной амфибии Tupilakosaurus sp.

## Население
Население по данным переписи 2002 года — 30 человек (15 мужчин, 15 женщин). Всё население — русские.